# リンガエン湾

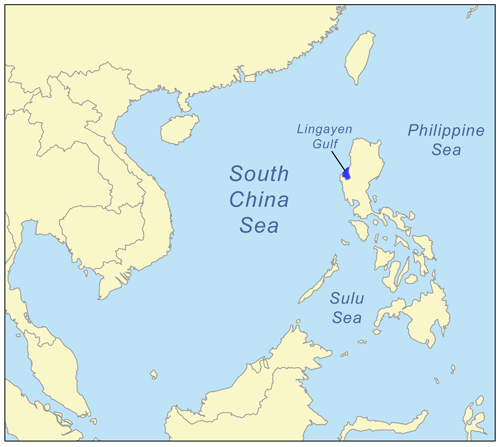
リンガエン湾の位置

リンガエン湾（リンガエンわん）はフィリピンのルソン島西部イロコス地方、パンガシナン州、ラ・ウニョン州にある湾。幅は約37km、奥行は約56km。湾の西岸に浮かぶサンチアゴ島と東岸の都市サンフェルナンドを結んだ線より南の地域を指す。

## 地理
湾口は北を向いており、南シナ海に接続している。湾はサンバレス山脈とコルディレラ・セントラルとの間にあり、南西にアグノ川が注ぐ。湾内には多数の島があり、ハンドレッドアイランズ国立公園が有名である。湾内は大型船の寄港に適した良港に恵まれている。
湾に面した都市はパンガシナン州の州都リンガエンやダグパン、サンフェルナンド、アラミノスなどがある。マニラとリンガエン湾岸地域を結ぶ鉄道、国道3号線が開通して以降、過去に栄えていたダグパン、スアルなどの港湾都市は衰退していった。

## 産業
リンガエン湾での主要な産業は漁業と製塩である。

## 歴史

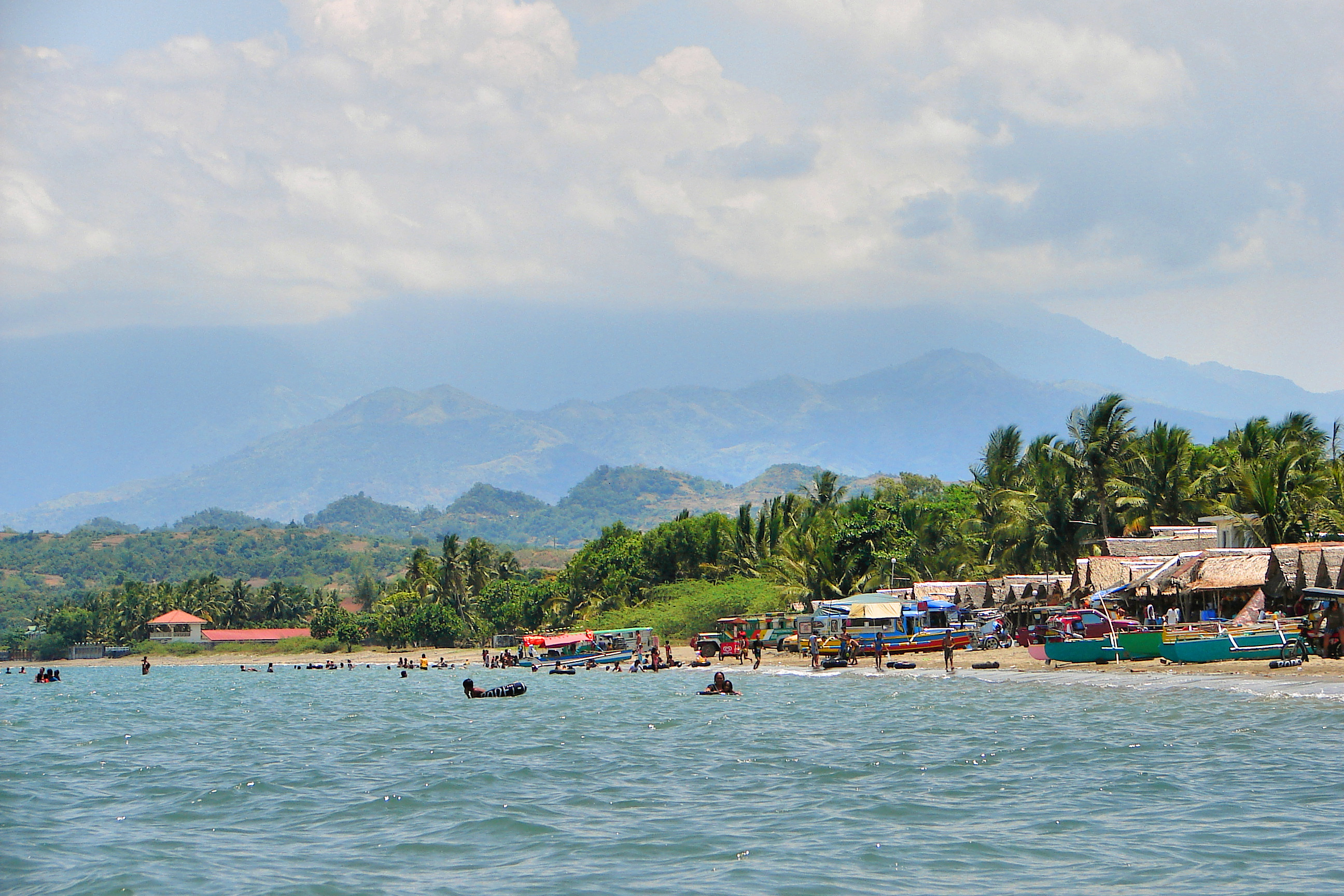
ハンドレッドアイランズ国立公園

スペイン船の来航以前、リンガエン湾は中国商人の交易の場となっていた。1590年に建設されたダグパンはリンガエン湾一帯最大の都市に発展する。
米比戦争では、1899年11月11日のサン・ハシントの戦いの舞台となる。
第二次世界大戦において、1941年12月22日に本間雅晴指揮する日本軍がルソン島侵攻の際にリンガエン湾に上陸した。1945年1月9日にはダグラス・マッカーサー指揮するアメリカ軍が、ルソン島侵攻の際にリンガエン湾に上陸した（リンガエン湾上陸、1945年1月6日 - 1月9日）。